# Kamel Alouini

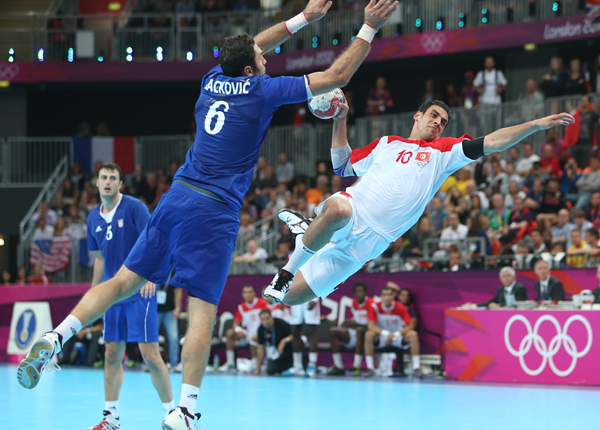
Alouini essaye de marquer face au croate Blaženko Lacković lors des Jeux olympiques de 2012.

Kamel Alouini (arabe : كمال العلويني), né le 6 juillet 1988 à La Marsa, est un handballeur tunisien jouant au poste de demi-centre.

## Palmarès

### Clubs
Compétitions nationales
- Vainqueur du championnat de Tunisie (5) : 2013, 2014, 2016, 2017
- Vainqueur de la coupe de Tunisie (2) : 2011, 2013
- Vainqueur de la coupe de la Ligue française (1) : 2009
- Vainqueur de la Supercoupe de Roumanie (2) : 2018, 2019
- Vainqueur du championnat de Roumanie (1) : 2019

Compétitions internationales
- Vainqueur de la Ligue des champions d'Afrique (1) : 2013
- Vainqueur de la coupe d'Afrique des vainqueurs de coupe (2) : 2014, 2015
- Vainqueur de la supercoupe d'Afrique (2) : 2014 ( République du Congo), 2016
- Vainqueur de la coupe arabe des clubs vainqueurs de coupe (1) : 2013

### Équipe nationale
Jeux olympiques
- Quart de finaliste aux Jeux olympiques de 2012 ( Royaume-Uni)

Championnats du monde
- 20e au championnat du monde 2011 ( Suède)
- 11e au championnat du monde 2013 ( Espagne)
- 12e au championnat du monde 2019 ( Danemark)

Championnats d'Afrique
- Médaille d'or au championnat d'Afrique 2012 ( Maroc)
- Médaille d'argent au championnat d'Afrique 2014 ( Algérie)
- Médaille d'or au championnat d'Afrique 2018 ( Gabon)
- Médaille d'argent au championnat d'Afrique 2020 ( Tunisie)

Autres
- Médaillé de bronze aux Jeux panarabes de 2011 ( Qatar)

### Distinctions personnelles
- Homme du match de la finale de Supercoupe de Roumanie : 2018
- Meilleur demi-centre du championnat de Roumanie : 2020[3]